# Dietweis

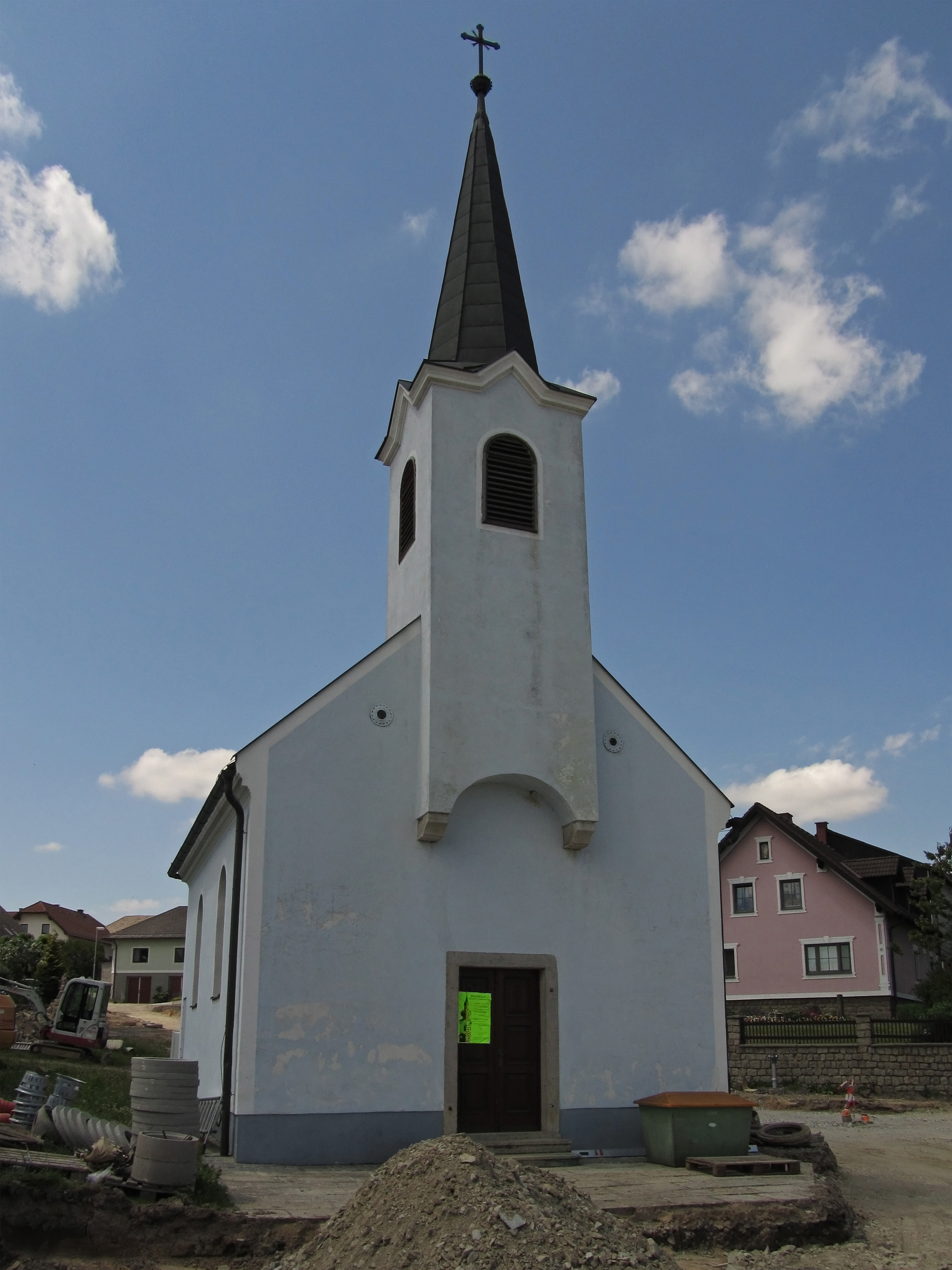
Ortskapelle Dietweis

Dietweis ist ein Ort und gleichzeitig eine Katastralgemeinde der Stadtgemeinde Heidenreichstein im nordwestlichen Waldviertel. Die Ortschaft ist ein Angerdorf und hat 129 Einwohner (Stand 1. Jänner 2024).

## Geografie
Die Katastralgemeinde liegt nördlich der Katastralgemeinde Heidenreichstein. Im Übrigen grenzt Dietweis im Nordosten an die Gemeinde und gleichnamige Katastralgemeinde Eggern, im Nordwesten an die Gemeinde und gleichnamige Katastralgemeinde Eisgarn sowie im Osten an die Ortschaft Pengers in der Katastralgemeinde Reinberg-Heidenreichstein der Gemeinde Eggern. Am 1. April 2020 umfasste die Ortschaft 45 Adressen.
Die höchste Erhebung der Katastralgemeinde befindet sich mit einer Seehöhe von 614 m ü. A. an der Grenze zur Gemeinde Eggern.

## Geschichte
Der Ortsname leitet sich vom althochdeutschen Personennamen „Diotwin“ ab. Dietweis wurde 1369 erstmals urkundlich erwähnt.
Der Ort bildete ab 1784 eine Katastralgemeinde. Im Jahr 1822 wurde der Ort als Dorf mit fünfzehn Häusern genannt, das nach Heidenreichstein eingepfarrt war, wohin auch die Kinder eingeschult wurden. Die Herrschaft Heidenreichstein besaß die Ortsobrigkeit, übte die Landgerichtsbarkeit aus und besorgte die Konskription. Die Untertanen und Grundholde des Ortes gehörten den Herrschaften Heidenreichstein und Pfarre Heidenreichstein.  Mit seinen 106 Einwohnern schloss sich der Ort 1850 der politischen Gemeinde Eberweis an und wurde durch die Trennung 1925 eine eigene politische Gemeinde. 1934 hatte der Ort 150 und 1939 129 Einwohner.
1890 wurde eine neue Kapelle eingeweiht, die 1933 eine neue Glocke erhielt und 1954 und 1964 bis 1966 saniert wurde. Laut Adressbuch von Österreich waren im Jahr 1938 in der Ortsgemeinde Dietweis ein Gastwirt und einige Landwirte mit Direktvertrieb ansässig.
Bereits 1939 sollte der Ort nach Heidenreichstein eingemeindet werden, was aber am Widerstand der Bevölkerung scheiterte. Auch die Zusammenlegung mit den Gemeinden Eggern, Reinberg-Litschau und Reinberg-Heidenreichstein wurde 1967 abgelehnt.
Mit 1. Jänner 1970 erfolgte schließlich auf Grund eines Gemeinderatsbeschlusses die Zusammenlegung mit der Stadtgemeinde Heidenreichstein. 2001 lebten 145 Personen in der Ortschaft.

## Europäische Hauptwasserscheide

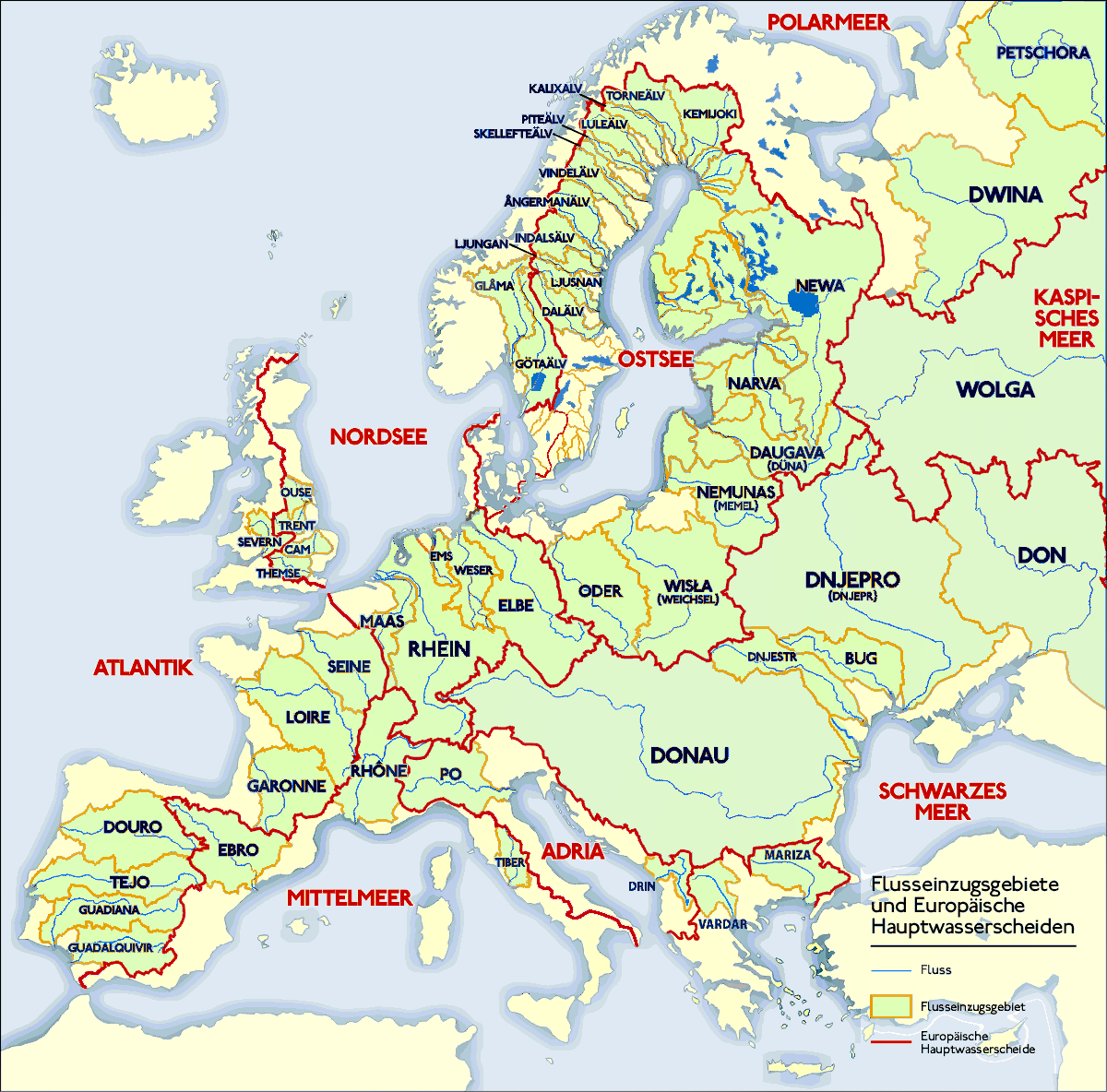
Europäische Flusseinzugsgebiete und Hauptwasserscheiden

Die Europäische Hauptwasserscheide verläuft durch das Nachbardorf Motten. Damit ist Dietweis das letzte Dorf, dessen Bäche ausschließlich nach Westen über Heidenreichstein – Braunaubach weiter letztlich in die Elbe und zur Nordsee entwässern. Ab dem benachbarten Motten entwässert bereits ein Teil der Gewässer nach Osten in die Thaya und damit über March und Donau in das Schwarze Meer.

## Politik

### Bürgermeister
- Michael Reininger (1926)
- Florian Arnhof (1938 bis 1945)
- Johann Polt (1946, 1950 bis 1965)
- Johann Hirsch (1946 bis 1950)
- Hermann Granner (1965 bis 1970)

### Ehrenbürger
- Anton Kerbler
- Michael Reininger

## Verkehr

### Straßen
Durch Dietweis führt die L8178 vom Hauptort Heidenreichstein nach Eggern.

### Öffentlicher Verkehr
Dietweis wird durch folgende drei Buslinien erschlossen:
- 1028 Litschau – Dietweis – Heidenreichstein – Waidhofen/Thaya – Horn – Wien (Linie der ÖBB-Postbus GmbH)
- 1330 Litschau – Dietweis – Heidenreichstein – Waidhofen/Thaya – Horn (Linie der ÖBB-Postbus GmbH)
- 7603 Litschau – Dietweis – Heidenreichstein – Waidhofen/Thaya – Horn – Wien (Linie der Firma Frank Reisen)